# Occidental (Kalifornien)
Occidental ist ein census-designated place (CDP) in Sonoma County im US-Bundesstaat Kalifornien mit 1132 Einwohnern (Stand: 2020).
Occidental liegt inmitten von Küstenmammutbäumen in einer dünn besiedelten Gegend zwischen der Stadt Santa Rosa und dem Pazifischen Ozean, rund eine Stunde Autofahrt nördlich der Golden Gate Bridge. Der Ortskern von Occidental ist von historischen Gebäuden aus der zweiten Hälfte des 19. Jahrhunderts geprägt, die vor allem entlang des durch den Ort führenden Bohemian Highway und der Main Street angesiedelt sind und aus einer Zeit stammen, als rund um Occidental noch viel Holzfällerei betrieben wurde. Wichtigste Einnahmequelle der Bewohner von Occidental ist heute der Tourismus. Besucher erreichen von hier aus die Weingüter der nordkalifornischen Anbauregion Wine Country sowie die bei Surfern beliebten Strände entlang der Pazifikküste in Sonoma.

## Geschichte

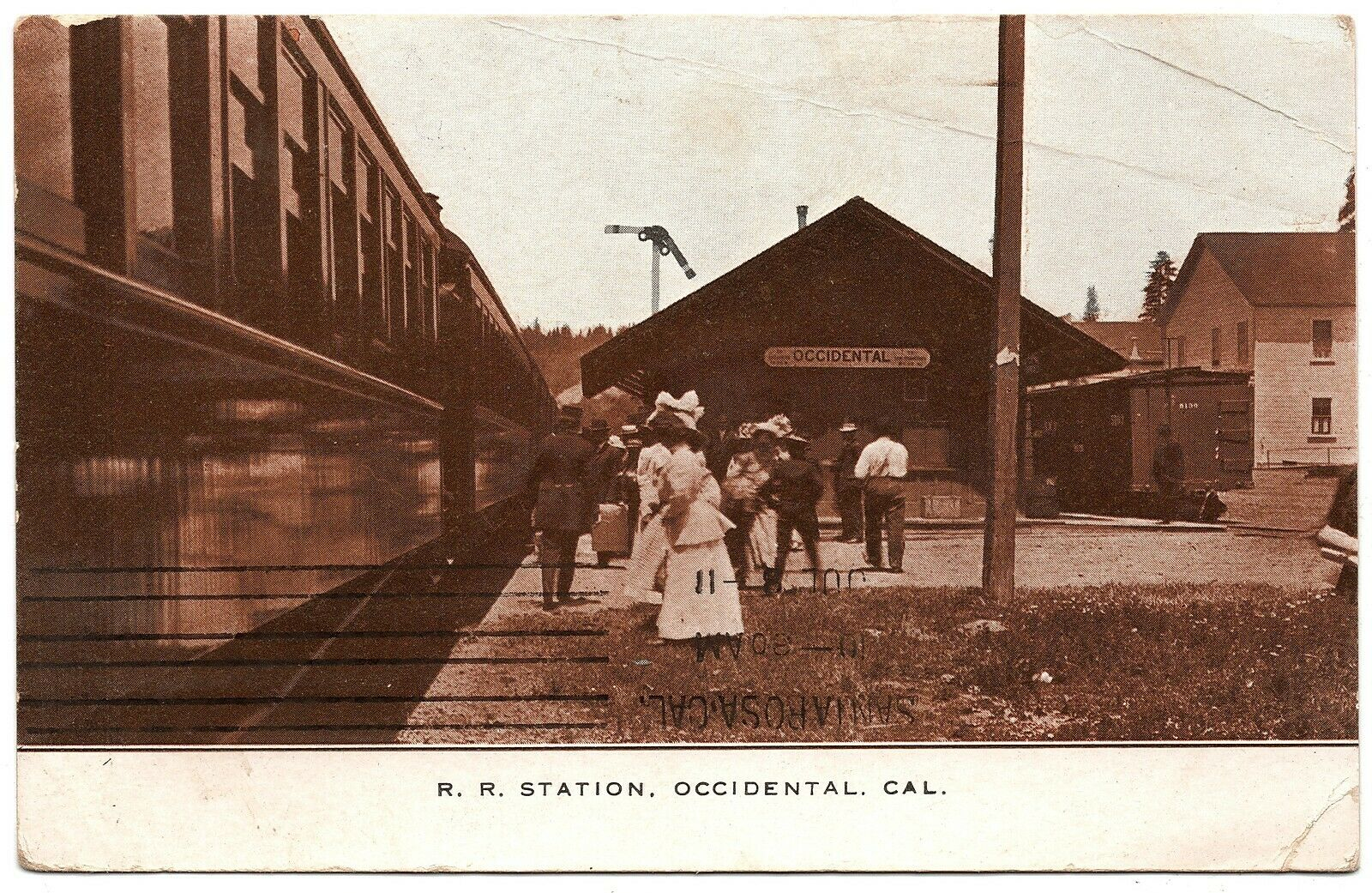
Die Bahnstation von Occidental, ehemals „Howard’s Station“. Postkarte aus dem Jahr 1911.

Die Geschichte von Occidental beginnt um die Mitte des 19. Jahrhunderts mit der Ankunft von William „Dutch Bill“ Howard. Howard gelangte 1848 als Matrose auf einem Kriegsschiff nach San Francisco und floh kurz darauf in die Berge der Sierra Nevada, um im Zuge des Kalifornischen Goldrausches gemeinsam mit zwei weiteren Deserteuren nach Gold zu schürfen.
„Bill“ hieß eigentlich Christopher Falkmann und stammte aus Dänemark. Um nicht als Deserteur festgenommen zu werden, legte er sich den Tarnnamen „William Howard“ zu, der später zu „Dutch Bill“ wurde (in jener Zeit wurden Einwanderer aus Deutschland oder umliegenden Ländern häufig mit dem Namenszusatz „Dutch“ versehen). Howard gelangte durch seine Goldfunde zu Reichtum, verspekulierte sich dann beim Kauf von Rindern und erwarb mit dem Rest seiner Ersparnisse Land auf dem Gebiet des heutigen Ortes Occidental. Als die North Pacific Coast Railroad in den 1870er Jahren auf Howards Land eine Bahnstation errichtete, erhielt der Ort den Namen „Howard’s Station“.
Der Holzbaron Melvin Cyrus „Boss“ Meeker kam 1876 nach Howard’s Station, kaufte rund um den Ort Land und legte das gitterförmige Straßennetz für eine Siedlung an, die später mit der Eisenbahnstation zu dem heutigen Occidental zusammenwuchs.

## Ansichten

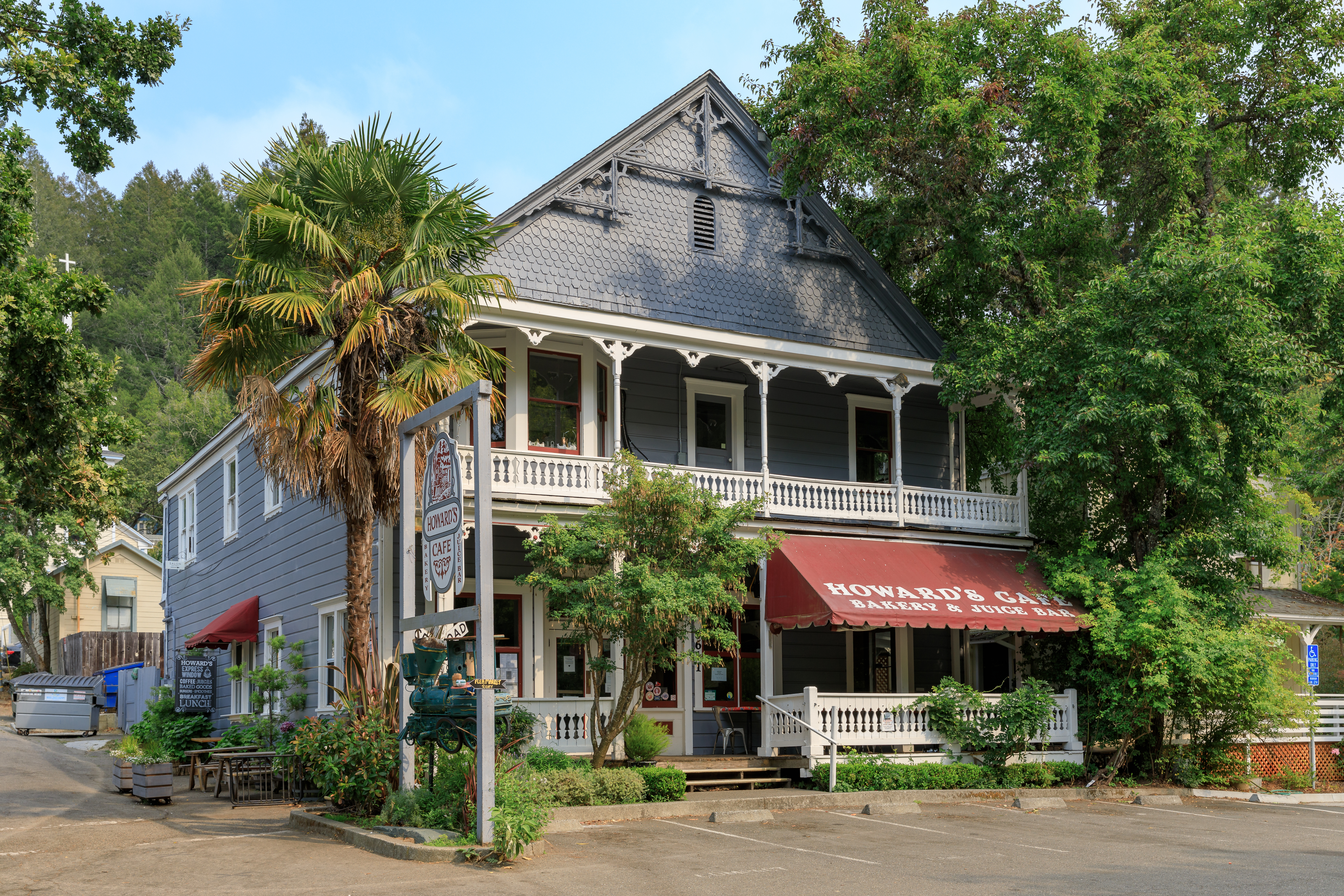
Howard’s Cafe, ein beliebtes Frühstückslokal
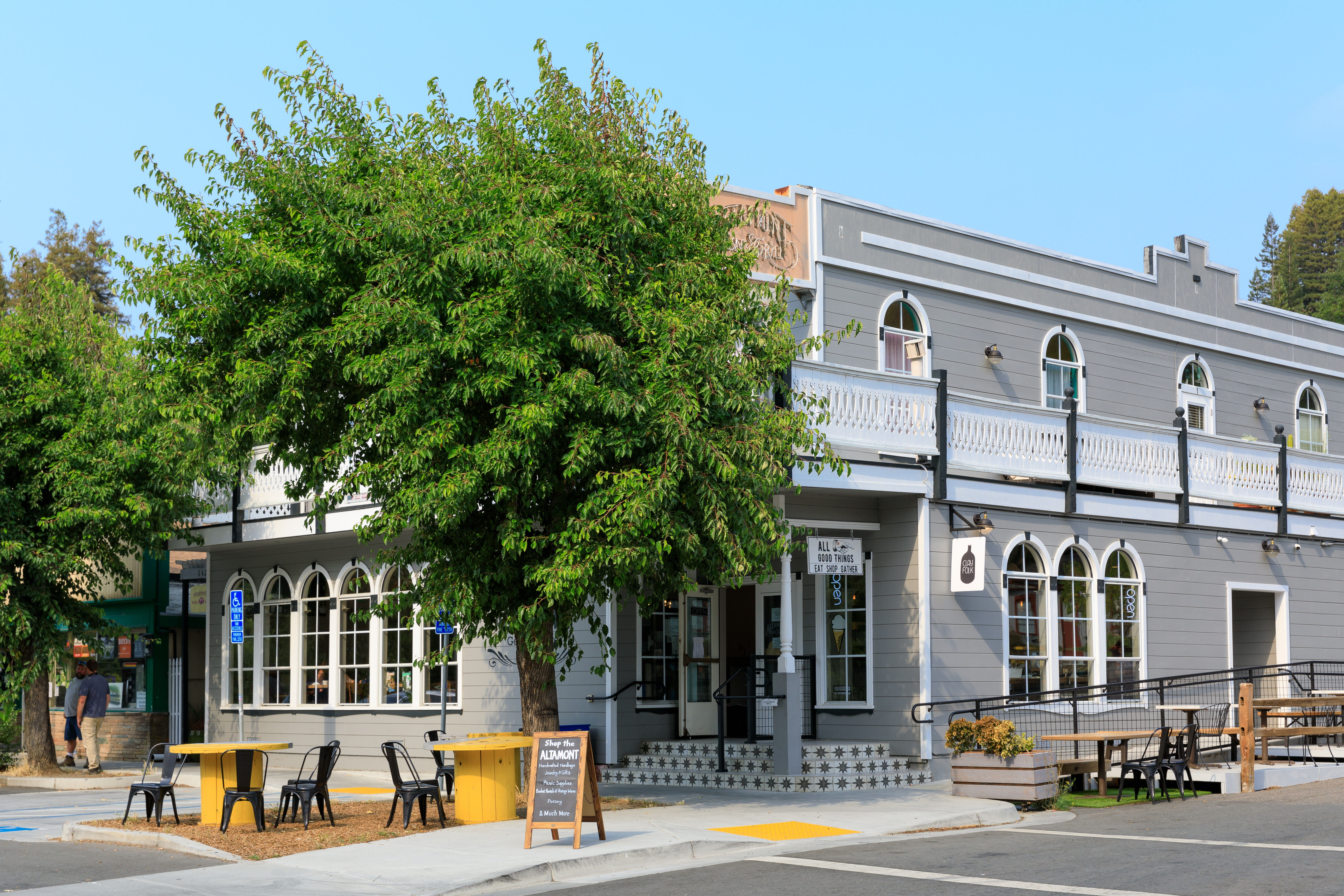
Der Altamont General Store an der Main Street
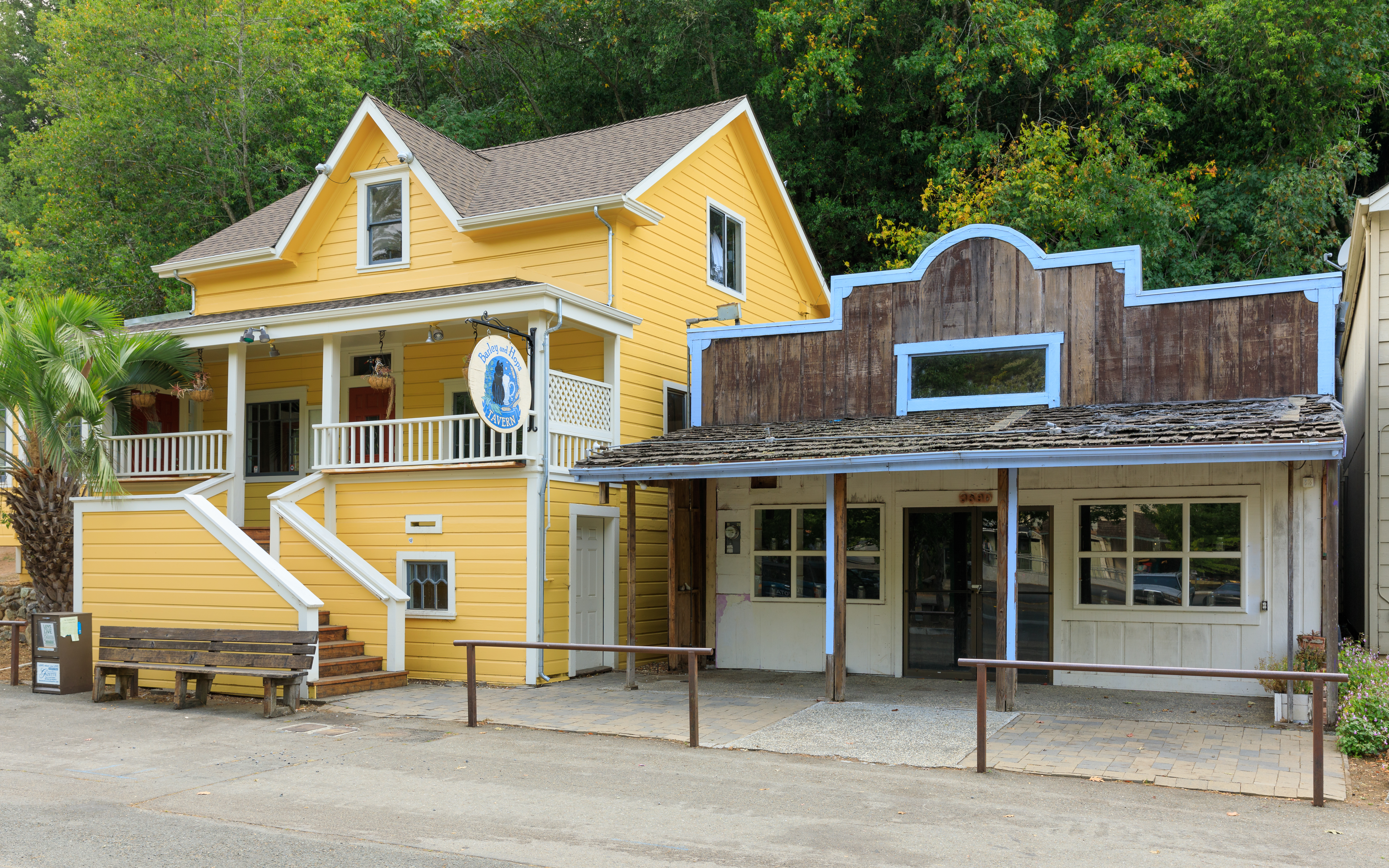
Historische Gebäude entlang des durch Occidental führenden Bohemian Highways
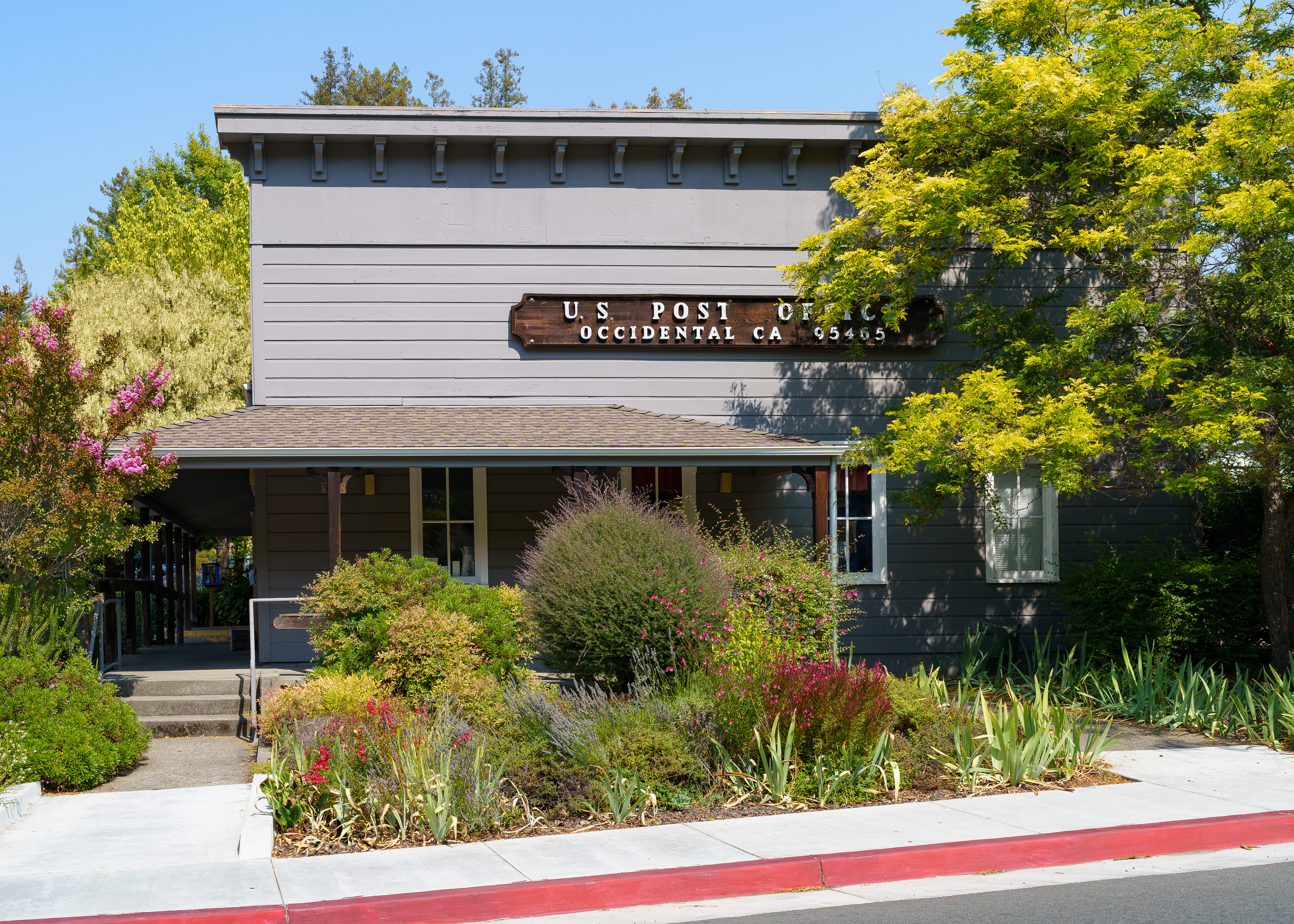
Das Postamt